# 黄狮寨林场
黄狮寨林场，是中华人民共和国湖北省黄冈市罗田县下辖的一个类似乡级单位。

## 行政区划
下辖以下地区：
黄狮寨林场虚拟生活区。